# Bannière d'Otog
Pour les articles homonymes, voir Otog.
La bannière d'Otog (鄂托克旗 ; pinyin : Ètuōkè Qí) est une subdivision administrative de la région autonome de Mongolie-Intérieure en Chine. Elle est placée sous la juridiction de la ville-préfecture d'Ordos.

## Démographie
La population de la bannière était de 87 336 habitants en 1999.